# Рябов, Виктор Иванович
Виктор Иванович Рябов (20 ноября 1924 — 15 мая 2000) — передовик советского сельского хозяйства, бригадир тракторной бригады колхоза имени Калинина Зеленоградского района Калининградской области, Герой Социалистического Труда (1966).

## Биография
Родился 20 ноября 1924 году в селе Аленино, ныне Киржачского района Владимирской области в русской семье. В августе 1942 года был призван в ряды Красной Армии. Участник Великой Отечественной войны. Был ранен и контужен. В 1944 году - комсорг 3-го батальона 9-го гвардейского стрелкового полка 4-го Украинского и 1-го Прибалтийского фронта. Был представлен к награде Орденом Отечественной войны и орденом Красной Звезды.
В 1946 году демобилизовался из Красной Армии. По переселению переехал на постоянное место жительство в калининградскую область. С 1946 по 1950 годы работал бригадиром, председателем колхоза "Новая жизнь" Правдинского района. С 1950 по 1975 годы работал бригадиром тракторной бригады колхоза имени Калинина Приморского (с 1965 - Зеленоградского района).
За всё время работы в сельском хозяйстве зарекомендовал себя как ответственным организатором, который постоянно нацелен на высокий производственный результат. 
Указом Президиума Верховного Совета СССР от 23 июня 1966 года за успехи достигнутые в увеличении производства и заготовок пшеницы, ржи, гречихи, риса и других зерновых и кормовых культур и высокопроизводительном использовании техники Виктору Ивановичу Рябову присвоено звание Героя Социалистического Труда с вручением ордена Ленина и золотой медали «Серп и Молот».
В последующие годы продолжал демонстрировать высокие производственные результаты в сельском хозяйстве. В 1975 году вышел на заслуженный отдых.
Проживал в Зеленоградском районе калининградской области. Умер 15 мая 2000 года. 

## Награды
За трудовые и боевые успехи удостоен:
- золотая звезда «Серп и Молот» (23.06.1966)
- орден Ленина (23.06.1966)
- два ордена Отечественной войны I степени (20.04.1944, 11.03.1985)
- Орден Красной Звезды (17.10.1944)
- другие медали.